# Storia della provincia di Fermo

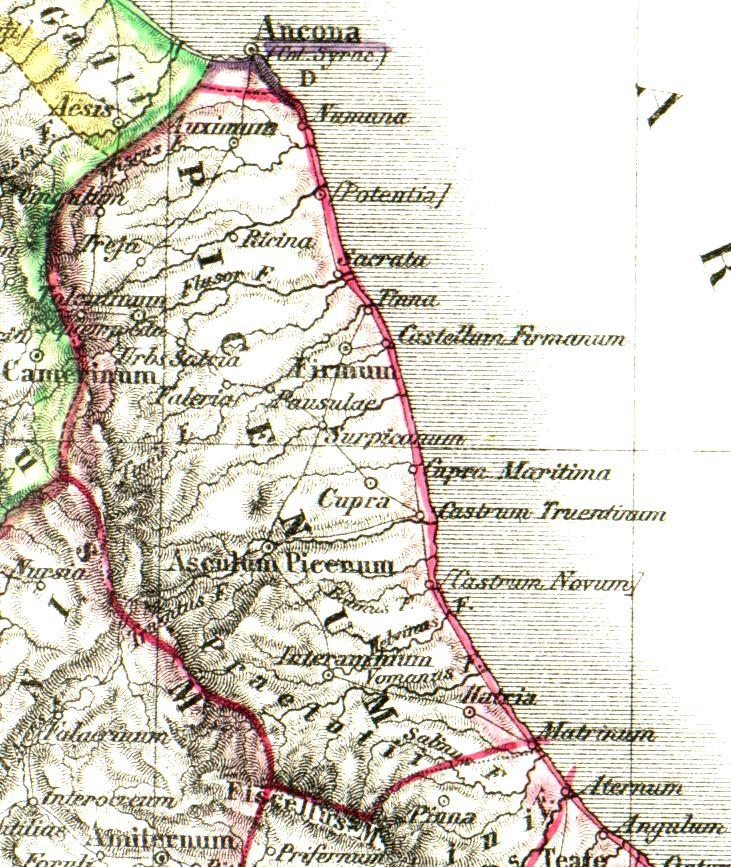
Il Piceno augusteo

La storia della provincia di Fermo e dell'amministrazione del territorio che fa capo alla città, nei suoi antecedenti storici prossimi e remoti, percorre tutto l'arco della vita millenaria del capoluogo ed è segnata dalle lotte con la rivale Ascoli, che mettono in discussione il primato fermano e l'estensione del territorio.
Fino a tutto il XVIII secolo su tale territorio insistettero entità amministrative feudali ed ecclesiastiche.
Come ente amministrativo di uno stato moderno, il dipartimento del Tronto fu il primo precedente della provincia italiana, succeduto dalla delegazione pontificia creata dalla riforma amministrativa di Pio IX. Quest'ultima delimitò il territorio che, all'indomani dell'Unità d'Italia, sarebbe confluito nella provincia di Ascoli, e vi sarebbe rimasto incluso fino all'istituzione dell'ente locale nel 2004, che non ne ha ripristinato in tutto ma ridisegnato in parte i confini.

## Antichità
Fermo vide la luce in età preromana come uno dei centri principali della civiltà picena. La sottomissione dei Piceni nel 268 a.C. spinse i Romani a istituirvi una colonia (Firmum Picenum) deputata al controllo delle popolazioni locali e in particolare della città di Asculum (264 a.C.). Il territorio era al centro di quella che con Augusto divenne la V Regio dell'Impero romano.

## Medioevo

### Alto medioevo
Caduto l'Impero romano, il Piceno entrò a far parte del Regno longobardo e del Ducato di Spoleto, come ducato regionale fermano (VI secolo). Quando ai Longobardi subentrarono i Franchi, il ducato fu riorganizzato in una marca, chiamata appunto Marca Fermana. Essa esistette dal X al XII secolo ed ebbe l'estensione di una grande regione italiana, spaziando dal corso del Musone a quello del Sangro.

### Basso medioevo
La Marca di Fermo scomparve nel 1210 quando il territorio a nord del Tronto confluì nella Marca d'Ancona. Fermo restava città potente e diventava protagonista, fra il XII e il XVI secolo, di una lunga rivalità con Ascoli per il controllo della provincia. Capoluogo di un vasto comitato (Stato di Fermo) che riuniva ottanta castelli e giungeva sino a Macerata, la città si era costituita in libero comune (1199) e come tale andava ampliando a dismisura i propri confini.

Evoluzione del comune di Fermo entro i confini raggiunti dal Comitato fermano nel Trecento

Il territorio comunale raggiunse la massima estensione intorno alla metà del XIV secolo, inglobando gran parte della provincia sia verso ovest (Montefortino) sia verso sud (San Benedetto in Albula). Nel 1348 il controllo si estese oltre la foce dell'Albula, con la presa del porto d'Ascoli. L'evento scatenò la ritorsione ascolana culminata nella battaglia di San Severino, che fu vinta dagli ascolani agli ordini di Galeotto Malatesta.
Nel 1433 sopravvenne la dominazione di Francesco Sforza, il quale asservì l'intera Marca sottraendola al controllo pontificio. La dittatura sforzesca durò un quindicennio. La città di Fermo fu lungamente fedele al condottiero, ma dopo anni di sollevazioni (la prima delle quali a Tolentino nel 1442) insorse a sua volta contro il fratello Alessandro (24 novembre 1445). Nel 1447 Eugenio IV riassunse il pieno controllo della regione.

## Età moderna
Dal 1538 lo Stato di Fermo fu dominio pontificio, senza soluzione di continuità per tutto l'evo moderno. Sulla maggior parte del territorio aveva giurisdizione la diocesi fermana (arcidiocesi dal 1589), che si estendeva però anche molto oltre i confini del comitato ed esercitava il primato metropolitano sulle circostanti diocesi suffraganee.

## Età contemporanea

### Campagna d'Italia napoleonica
Un nuovo tentativo di unificazione degli Stati del Piceno (Ascoli, Camerino, Fermo e Montalto) avvenne solo sul finire del Settecento e nel primo Ottocento in seguito alla conquista napoleonica. Tanto nella Repubblica Romana quanto nel Regno d'Italia l'intero territorio costituì il dipartimento del Tronto ed ebbe per capoluogo Fermo: restò tuttavia diviso in distretti e pertanto, dopo lo stralcio di quello di Camerino, ripartito tra Fermo e Ascoli.

### Restaurazione
Intervenuta la Restaurazione il governo pontificio ripristinò lo stato di cose preesistente, ma già il 6 luglio 1816 Pio VII, motu proprio, promuoveva una radicale riforma dell'organizzazione amministrativa istituendo le delegazioni apostoliche. In questo modo il papa sancì una nuova spartizione del Piceno, tra la delegazione di Fermo e quella di Ascoli. La breve riunificazione avvenuta per mano di Leone XII (5 ottobre 1824) sarebbe cessata a causa dei moti del 1831 e della successiva riforma territoriale di Gregorio XVI.

### Unità d'Italia
All'indomani della battaglia di Castelfidardo e dell'annessione delle Marche al Regno d'Italia, nella regione esistevano sei province: Ancona, Ascoli, Camerino, Fermo, Macerata e Pesaro. Il governo piemontese, in un primo momento (6 dicembre 1860), aveva espressamente conservato la ripartizione territoriale pontificia. Ma dopo sole due settimane il decreto Minghetti soppresse le province di Fermo e Camerino unendole rispettivamente ad Ascoli e Macerata (22 dicembre). Le due ex delegazioni furono mantenute come circondari.

Evoluzione dalla delegazione pontificia (1816) alla provincia di Fermo (2009)

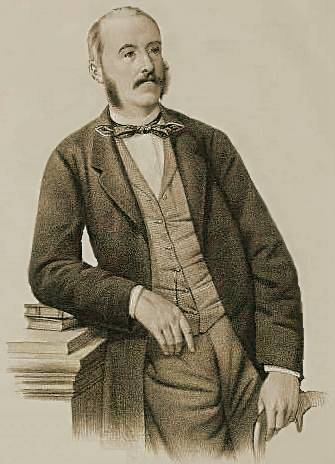
Il primo ministro Marco Minghetti, all'epoca ministro dell'interno, emise il decreto di soppressione della provincia di Fermo.

La relazione del ministro Minghetti al principe Eugenio di Savoia, luogotenente del re, mentre giustificava gli accorpamenti con l'eccessiva frammentazione in province di piccole dimensioni, dichiarava per le Marche meridionali il progetto di dar vita a un unico comprensorio con il nord dell'Abruzzo. Ciò avrebbe consentito di superare il plurisecolare confine fra Stato della Chiesa e Regno delle Due Sicilie. Era perciò necessario stabilire il capoluogo in Ascoli piuttosto che a Fermo, in ragione della maggiore centralità geografica della città. Tuttavia gli abruzzesi, forti di una popolazione di 250.000 abitanti, si opposero.
(Marco Minghetti)
Secondo una ricostruzione il progetto del governo era pretestuoso: il decreto Minghetti penalizzava in realtà il circondario fermano a causa della freddezza di questo verso il nuovo Stato. Il plebiscito era stato sì approvato a larghissima maggioranza, ma nel mandamento di Fermo aveva votato solo il 58% della popolazione. Inoltre pesava l'opposizione all'annessione da parte del cardinale arcivescovo Filippo de Angelis.
Nacque così l'unica provincia di Ascoli-Fermo, subito ridenominata provincia di Ascoli Piceno. La più popolosa Fermo avvertì la decisione come uno sgarbo storico, e il risentimento che ne seguì diede vita a una vera e propria questione fermana. La ricostituzione della provincia fu subito sul tavolo dei primi governi italiani (1862), e incontrò il parere favorevole sia del consiglio provinciale di Ascoli Piceno (dominato però dai consiglieri fermani) sia dal nuovo ministro dell'interno Ricasoli.
Nei primi anni 1870 una serie di tensioni, fra cui una rissa conclusasi tragicamente, rese urgente l'intervento istituzionale. Ma nonostante l'ostruzionismo dei consiglieri fermani in provincia, le iniziative dei deputati locali, le promesse del ministero, l'appoggio di Depretis e una concreta proposta di legge, il 6 giugno 1876 l'istanza fu congelata nella prospettiva di una più generale riforma delle circoscrizioni territoriali.

### Ventennio fascista
Nel contesto del riordino territoriale del regime fascista (1926), la provincia di Ascoli Piceno non subì variazioni, ma venne meno la sottoprefettura mantenuta a Fermo nel 1860.

### Dopoguerra
Nel secondo dopoguerra la ricostituzione dell'ente fu proposta più volte, e l'aspirazione in tal senso si alimentò della creazione delle province di Isernia e Oristano. Al primo concreto disegno di legge (1989) aderirono 40 consigli comunali, ed esso ottenne il parere favorevole della regione Marche (1990). Questo progetto uscì in extremis dal pacchetto per la creazione di otto nuove province, a vantaggio di quello presentato per Vibo Valentia.
A ridosso del 2000 i sostenitori della nuova provincia fermana sfruttarono un patto tra Forza Italia e Lega Nord inteso a privilegiare, fra le nuove proposte per l'istituzione di enti provinciali, quella in favore di Monza. La proposta di legge del deputato Fabrizio Cesetti decadde a causa della chiusura della XIII Legislatura. Miglior fortuna ebbe invece quella di Francesco Zama che, nonostante l'ostruzionismo indefesso del senatore ascolano Amedeo Ciccanti, si tradusse infine nella L. 147/2004 istitutiva della provincia di Fermo.
Dall'epoca della sua istituzione la provincia di Fermo ha attratto l'interesse di altri comuni, che si sono orientati all'indizione di referendum per aderire: è il caso di Carassai e Montefiore dell'Aso in provincia di Ascoli Piceno, di Penna San Giovanni e Monte San Martino in provincia di Macerata. Malgrado gli auspici in tal senso da parte dei politici fermani, formulati anche a ridosso dell'attuazione dell'ente, la provincia non ha esteso i suoi confini.
Il 22 giugno 2009 il turno di ballottaggio delle prime elezioni provinciali ha visto la vittoria di Cesetti (Sinistra e Libertà), eletto alla carica di presidente con il 52,23% dei voti, sullo sfidante Di Ruscio, sindaco di Fermo.

## Riepilogo integrato dei comuni
La tabella che segue costituisce un riepilogo integrato dei 40 comuni della nuova provincia di Fermo, istituita nel 2004, e dei 47 della storica delegazione pontificia nel 1833 con i rispettivi appodiati.
| Comune      | Comune                | Delegazione apostolica di Fermo (1833) | Delegazione apostolica di Fermo (1833) | Delegazione apostolica di Fermo (1833) | Provincia di Fermo (2004) | Provincia di Fermo (2004) | Comune             | Comune                     |
| Comune      | Comune                | Popolazione ab.                        | Superficie km²                         | Governo                                | Popolazione ab.           | Superficie km²            | Comune             | Comune                     |
| ----------- | --------------------- | -------------------------------------- | -------------------------------------- | -------------------------------------- | ------------------------- | ------------------------- | ------------------ | -------------------------- |
|             | Altidona              | 1.066                                  | 12,93                                  | Fermo                                  | 3.077                     | 12,93                     |                    | Altidona                   |
|             |                       |                                        |                                        |                                        | 3.802                     | 69,42                     |                    | Amandola                   |
|             | Belmonte              | 831                                    | 10,58                                  | Fermo                                  | 663                       | 10,58                     |                    | Belmonte Piceno            |
|             | Campofilone           | 1.210                                  | 12,11                                  | Grottammare                            | 1.934                     | 12,11                     |                    | Campofilone                |
|             | Castel Clementino     | 1.741                                  | 18,46                                  | Santa Vittoria                         | 2.377                     | 18,46                     |                    | Servigliano                |
|             | Cossignano            | 1.508                                  | 15,06                                  | Ripatransone                           |                           |                           |                    |                            |
|             | Falerone              | 2.482                                  | 24,53                                  | Montegiorgio                           | 3.490                     | 24,53                     |                    | Falerone                   |
|             | Fermo                 | 13.958                                 | 124,17                                 | Fermo                                  | 37.955                    | 124,17                    |                    | Fermo                      |
|             | Torre di Palme        | 991                                    | 124,17                                 | Fermo                                  | 37.955                    | 124,17                    |                    | Fermo                      |
|             | Francavilla           | 885                                    | 10,24                                  | Montegiorgio                           | 988                       | 10,24                     |                    | Francavilla d'Ete          |
|             | Grottammare           | 4.050                                  | 17,66                                  | Grottammare                            |                           |                           |                    |                            |
|             | Grottazzolina         | 1.165                                  | 9,25                                   | Fermo                                  | 3.342                     | 9,25                      |                    | Grottazzolina              |
|             | Lapedona              | 1.249                                  | 14,81                                  | Fermo                                  | 1.178                     | 14,81                     |                    | Lapedona                   |
|             | Magliano              | 792                                    | 7,82                                   | Montegiorgio                           | 1.401                     | 7,82                      |                    | Magliano di Tenna          |
|             | Marano                | 1.806                                  | 17,19                                  | Grottammare                            |                           |                           |                    |                            |
| Sant'Andrea | 288                   |                                        | 17,19                                  | Grottammare                            |                           |                           |                    |                            |
|             | Massa                 | 693                                    | 7,74                                   | Montegiorgio                           | 998                       | 7,74                      |                    | Massa Fermana              |
|             | Massignano            | 1.520                                  | 16,39                                  | Ripatransone                           |                           |                           |                    |                            |
|             | Monsampietro Morico   | 667                                    | 9,62                                   | Santa Vittoria                         | 717                       | 9,62                      |                    | Monsampietro Morico        |
|             | Sant'Elpidio Morico   | 291                                    | 9,62                                   | Santa Vittoria                         | 717                       | 9,62                      |                    | Monsampietro Morico        |
|             | Montappone            | 1.068                                  | 10,37                                  | Montegiorgio                           | 1.753                     | 10,37                     |                    | Montappone                 |
|             | Montefalcone          | 858                                    | 15,98                                  | Santa Vittoria                         | 503                       | 15,98                     |                    | Montefalcone Appennino     |
|             | Montefiore            | 2.026                                  | 28,08                                  | Monterubbiano                          |                           |                           |                    |                            |
|             |                       |                                        |                                        |                                        | 1.271                     | 78,31                     |                    | Montefortino               |
|             | Monte Giberto         | 1.054                                  | 12,67                                  | Monterubbiano                          | 833                       | 12,67                     |                    | Monte Giberto              |
|             | Montegiorgio          | 3.666                                  | 47,41                                  | Montegiorgio                           | 7.012                     | 47,41                     |                    | Montegiorgio               |
| Monteverde  | 340                   |                                        | 47,41                                  | Montegiorgio                           | 7.012                     | 47,41                     |                    | Montegiorgio               |
|             | Alteta                | 413                                    | 47,41                                  | Montegiorgio                           | 7.012                     | 47,41                     |                    | Montegiorgio               |
| Cerreto     | 307                   |                                        | 47,41                                  | Montegiorgio                           | 7.012                     | 47,41                     |                    | Montegiorgio               |
|             | Montegranaro          | 4.007                                  | 31,25                                  | Sant'Elpidio a Mare                    | 13.358                    | 31,25                     |                    | Montegranaro               |
|             | Monteleone            | 890                                    | 8,13                                   | Santa Vittoria                         | 434                       | 8,13                      |                    | Monteleone di Fermo        |
|             | Montelparo            | 1.282                                  | 21,56                                  | Santa Vittoria                         | 901                       | 21,56                     |                    | Montelparo                 |
|             | Monte Rinaldo         | 801                                    | 7,78                                   | Santa Vittoria                         | 411                       | 7,78                      |                    | Monte Rinaldo              |
|             | Monterubbiano         | 2.489                                  | 32,14                                  | Monterubbiano                          | 2.417                     | 32,14                     |                    | Monterubbiano              |
|             | Monte San Pietrangeli | 2.029                                  | 18,29                                  | Fermo                                  | 2.568                     | 18,29                     |                    | Monte San Pietrangeli      |
|             | Monte Urano           | 1.620                                  | 16,72                                  | Sant'Elpidio a Mare                    | 8.442                     | 16,72                     |                    | Monte Urano                |
|             | Monte Vidon Combatte  | 417                                    | 10,91                                  | Monterubbiano                          | 487                       | 10,91                     |                    | Monte Vidon Combatte       |
| Collina     | 421                   |                                        | 10,91                                  | Monterubbiano                          | 487                       | 10,91                     |                    | Monte Vidon Combatte       |
|             | Monte Vidon Corrado   | 746                                    | 5,99                                   | Montegiorgio                           | 791                       | 5,99                      |                    | Monte Vidon Corrado        |
|             | Montottone            | 1.333                                  | 16,44                                  | Fermo                                  | 1.018                     | 16,44                     |                    | Montottone                 |
|             | Moresco               | 738                                    | 6,32                                   | Monterubbiano                          | 620                       | 6,32                      |                    | Moresco                    |
|             | Ortezzano             | 675                                    | 6,99                                   | Santa Vittoria                         | 821                       | 6,99                      |                    | Ortezzano                  |
|             | Pedaso                | 376                                    | 3,65                                   | Grottammare                            | 2.539                     | 3,65                      |                    | Pedaso                     |
|             | Petritoli             | 2.319                                  | 23,76                                  | Monterubbiano                          | 2.492                     | 23,76                     |                    | Petritoli                  |
|             | Moregnano             | 330                                    | 23,76                                  | Monterubbiano                          | 2.492                     | 23,76                     |                    | Petritoli                  |
|             | Ponzano               | 756                                    | 14,38                                  | Monterubbiano                          | 1.705                     | 14,38                     |                    | Ponzano di Fermo           |
| Torchiaro   | 340                   |                                        | 14,38                                  | Monterubbiano                          | 1.705                     | 14,38                     |                    | Ponzano di Fermo           |
|             | Porto San Giorgio     | 3.400                                  | 8,58                                   | Fermo                                  | 16.201                    | 8,58                      |                    | Porto San Giorgio          |
|             | Rapagnano             | 1.331                                  | 12,49                                  | Fermo                                  | 2.009                     | 12,49                     |                    | Rapagnano                  |
|             | Ripatransone          | 5.122                                  | 74,16                                  | Ripatransone                           |                           |                           |                    |                            |
|             | Santa Vittoria        | 1.591                                  | 25,97                                  | Santa Vittoria                         | 1.476                     | 25,97                     |                    | Santa Vittoria in Matenano |
|             | Sant'Elpidio a Mare   | 7.928                                  | 68,51                                  | Sant'Elpidio a Mare                    | 16.838                    | 50,37                     |                    | Sant'Elpidio a Mare        |
| 25.118      | Sant'Elpidio a Mare   | 7.928                                  | 68,51                                  | Sant'Elpidio a Mare                    | 18,14                     |                           | Porto Sant'Elpidio |                            |
|             | Smerillo              | 700                                    | 11,31                                  | Santa Vittoria                         | 395                       | 11,31                     |                    | Smerillo                   |
|             | Torre San Patrizio    | 835                                    | 11,92                                  | Fermo                                  | 2.153                     | 11,92                     |                    | Torre San Patrizio         |
|             | Delegazione di Fermo  | 89.404                                 | 880,26                                 | Tutti                                  | 176.488                   | 859,51                    |                    | Provincia di Fermo         |